# CSU-Landesgruppe
Die CSU-Landesgruppe (auch CSU im Bundestag) umfasst die Abgeordneten der bayerischen Partei CSU im Deutschen Bundestag. Zusammen mit den Abgeordneten der Schwesterpartei CDU bildet die Landesgruppe die gemeinsame CDU/CSU-Bundestagsfraktion.
Die CSU tritt bei bundesweiten Wahlen – also bei Bundestags- und Europawahl – nur in Bayern an. Im Gegenzug hat die CDU keinen bayerischen Landesverband und tritt nur in den übrigen 15 deutschen Ländern an.

## Geschichte
Die erste CSU-Landesgruppe konstituierte sich am 30./31. August 1949 mit Fritz Schäffer als 1. Obmann und Franz Josef Strauß als 2. Obmann. Bei der Konstituierung der Gesamtfraktion im September begründeten CDU und CSU ihre mit Unterbrechung bis heute andauernde Fraktionsgemeinschaft, die zu Beginn jeder Legislaturperiode erneuert wird. Im Fraktionsvertrag ist festgelegt, dass die CSU-Gruppe über eigene Organe verfügt und „an allen Organen der Fraktion angemessen beteiligt“ wird.

## Mitglieder der CSU-Landesgruppe
Die folgende Tabelle zeigt die Ergebnisse der CSU bei Bundestagswahlen, die Mitgliederzahlen der CSU-Landesgruppe und den Anteil der CSU-Abgeordneten an der Gesamtmitgliederzahl des Deutschen Bundestages (fett = Höchst- und Tiefstwerte):
| Bundestagswahl | Stimmenanteil 1 in Bayern | Stimmenanteil 1 in Deutschland | Gewählte MdB | Anteil an Gesamt-MdB 2 |
| -------------- | ------------------------- | ------------------------------ | ------------ | ---------------------- |
| 1949           | 29,2 %                    | 5,8 %                          | 24           | 6,0 %                  |
| 1953           | 47,8 %                    | 8,8 %                          | 52           | 10,7 %                 |
| 1957           | 57,2 %                    | 10,5 %                         | 53 3         | 10,7 %                 |
| 1961           | 54,9 %                    | 9,6 %                          | 50           | 10,0 %                 |
| 1965           | 55,6 %                    | 9,6 %                          | 49           | 9,9 %                  |
| 1969           | 54,4 %                    | 9,5 %                          | 49           | 9,9 %                  |
| 1972           | 55,1 %                    | 9,7 %                          | 48           | 9,7 %                  |
| 1976           | 60,0 %                    | 10,6 %                         | 53           | 10,7 %                 |
| 1980           | 57,6 %                    | 10,3 %                         | 52           | 10,5 %                 |
| 1983           | 59,5 %                    | 10,6 %                         | 53           | 10,6 %                 |
| 1987           | 55,1 %                    | 9,8 %                          | 49           | 9,9 %                  |
| 1990           | 51,9 %                    | 7,1 %                          | 51           | 7,7 %                  |
| 1994           | 51,2 %                    | 7,3 %                          | 50           | 7,4 %                  |
| 1998           | 47,7 %                    | 6,7 %                          | 47           | 7,0 %                  |
| 2002           | 58,6 %                    | 9,0 %                          | 58           | 9,6 %                  |
| 2005           | 49,2 %                    | 7,4 %                          | 46           | 7,5 %                  |
| 2009           | 42,5 %                    | 6,5 %                          | 45           | 7,2 %                  |
| 2013           | 49,3 %                    | 7,4 %                          | 56           | 8,9 %                  |
| 2017           | 38,8 %                    | 6,2 %                          | 46           | 6,5 %                  |
| 2021           | 31,7 %                    | 5,2 %                          | 45           | 6,1 %                  |
| 2025           | 37,2 %                    | 6,0 %                          | 44           | 7,0 %                  |

## Vorsitzende
Der Vorsitzende der CSU-Landesgruppe ist gleichzeitig Erster Stellvertreter des Fraktionsvorsitzenden der CDU/CSU-Bundestagsfraktion und hat damit eine herausgehobene Stellung inne, da er etwa bei Regierungserklärungen des Bundeskanzlers in einer Reihe mit den Fraktionsvorsitzenden das Wort erhält. Dieses Amt hatten seit der 1. Wahlperiode des Deutschen Bundestages folgende Personen inne:

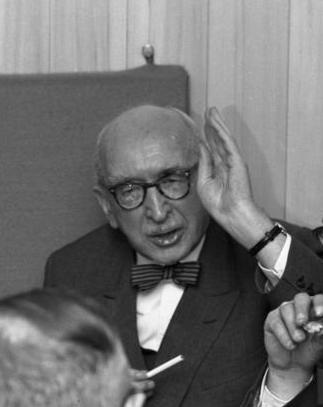
Fritz Schäffer 1949
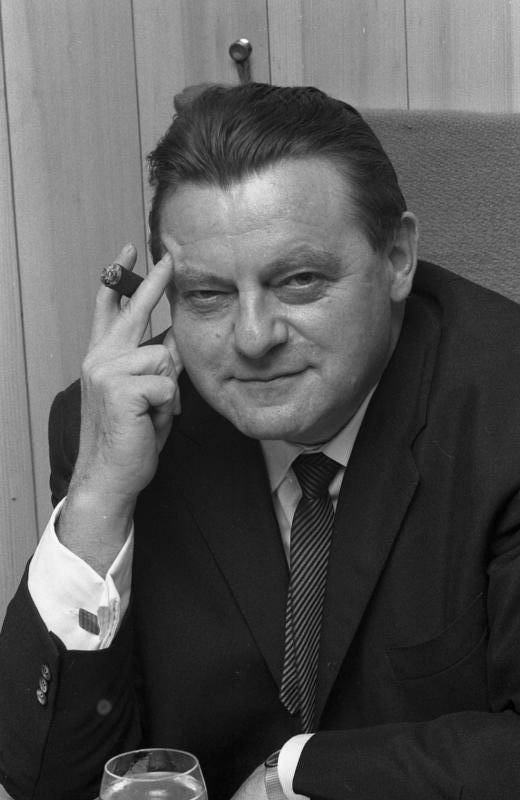
Franz Josef Strauß 1949 bis 1953 und 1963 bis 1966
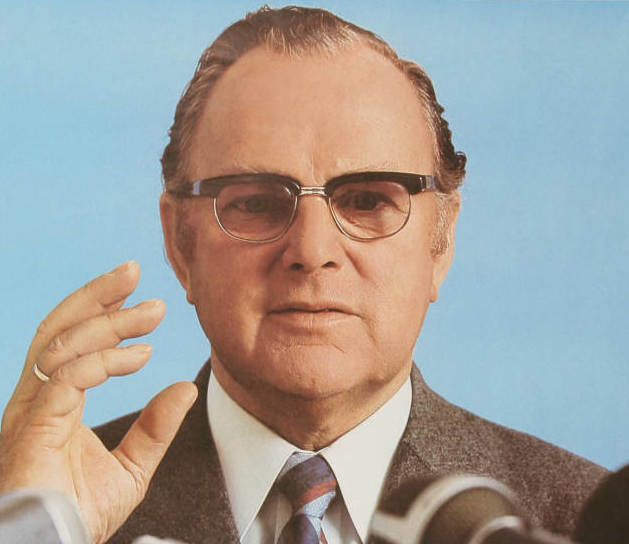
Richard Stücklen 1953 bis 1957 und 1966 bis 1976
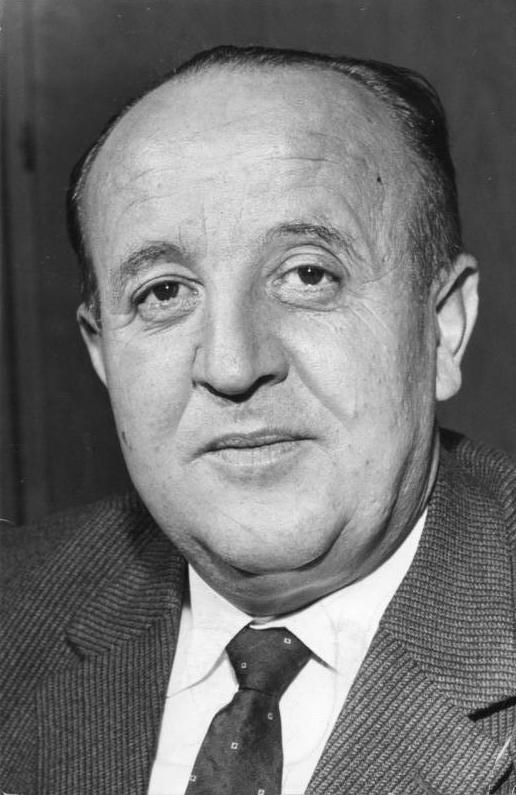
Hermann Höcherl 1957 bis 1961
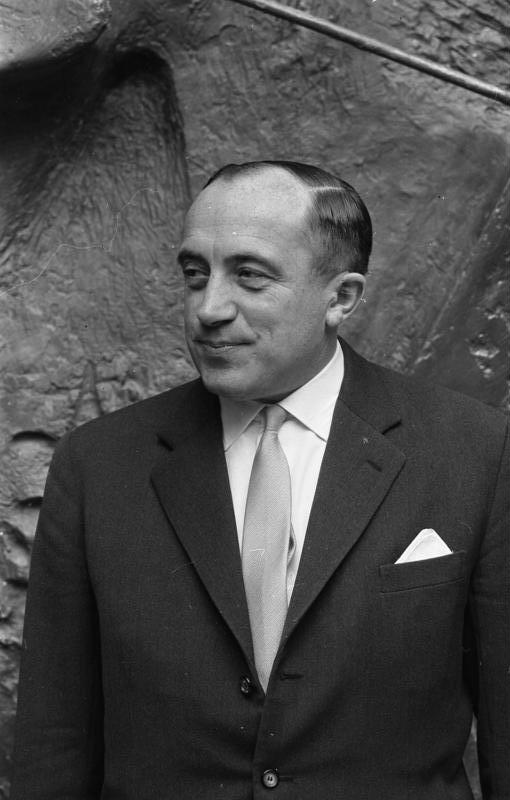
Werner Dollinger 1961 bis 1963
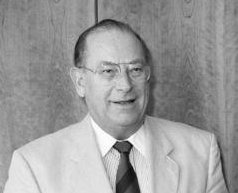
Friedrich Zimmermann 1976 bis 1982
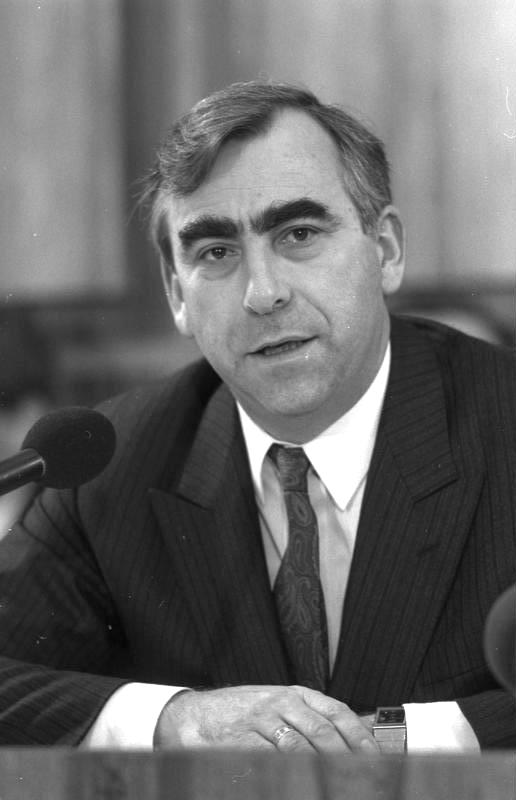
Theo Waigel 1982 bis 1989
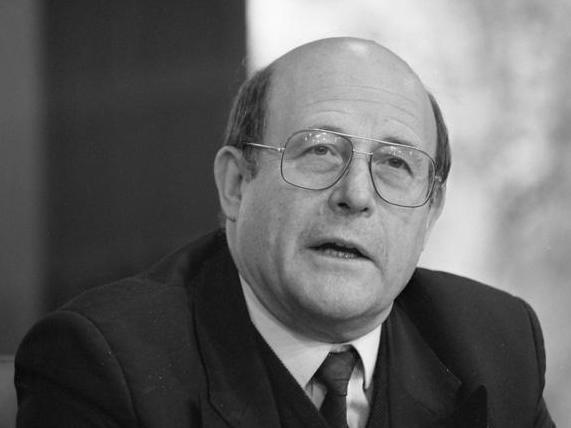
Wolfgang Bötsch 1989 bis 1993
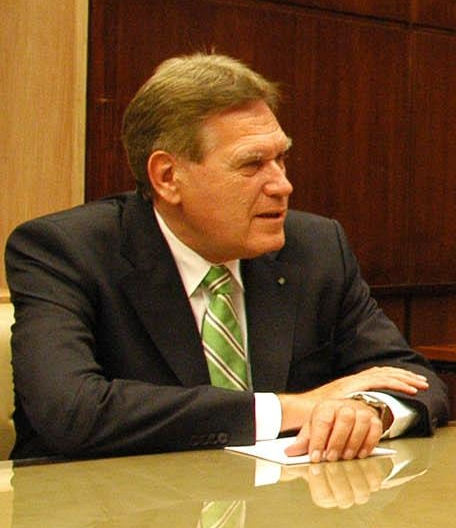
Michael Glos 1993 bis 2005
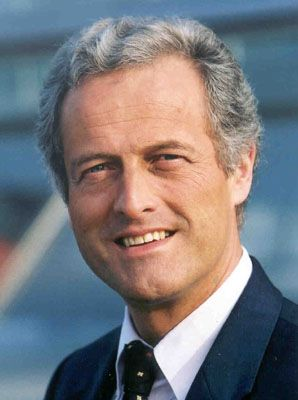
Peter Ramsauer 2005 bis 2009
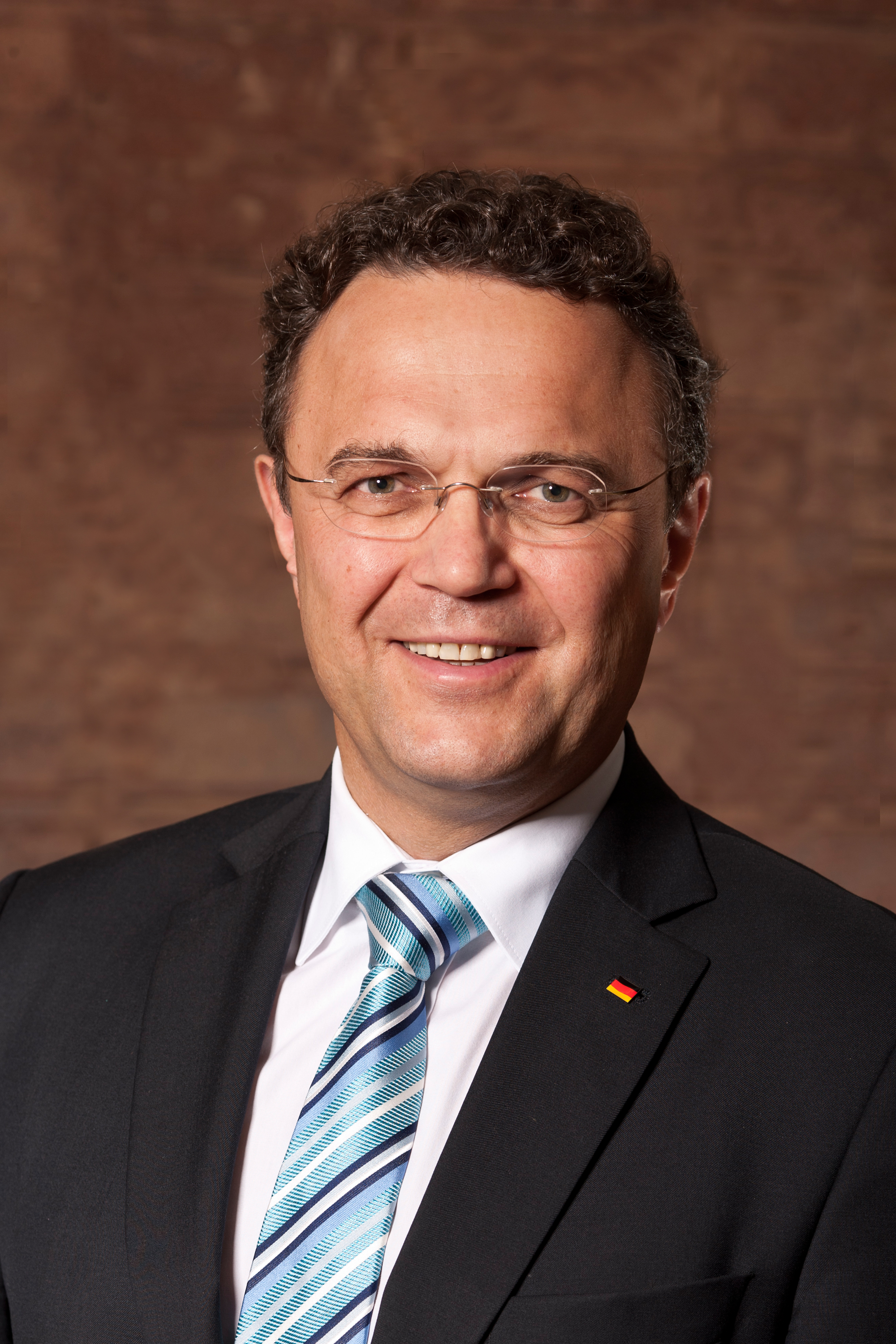
Hans-Peter Friedrich 2009 bis 2011
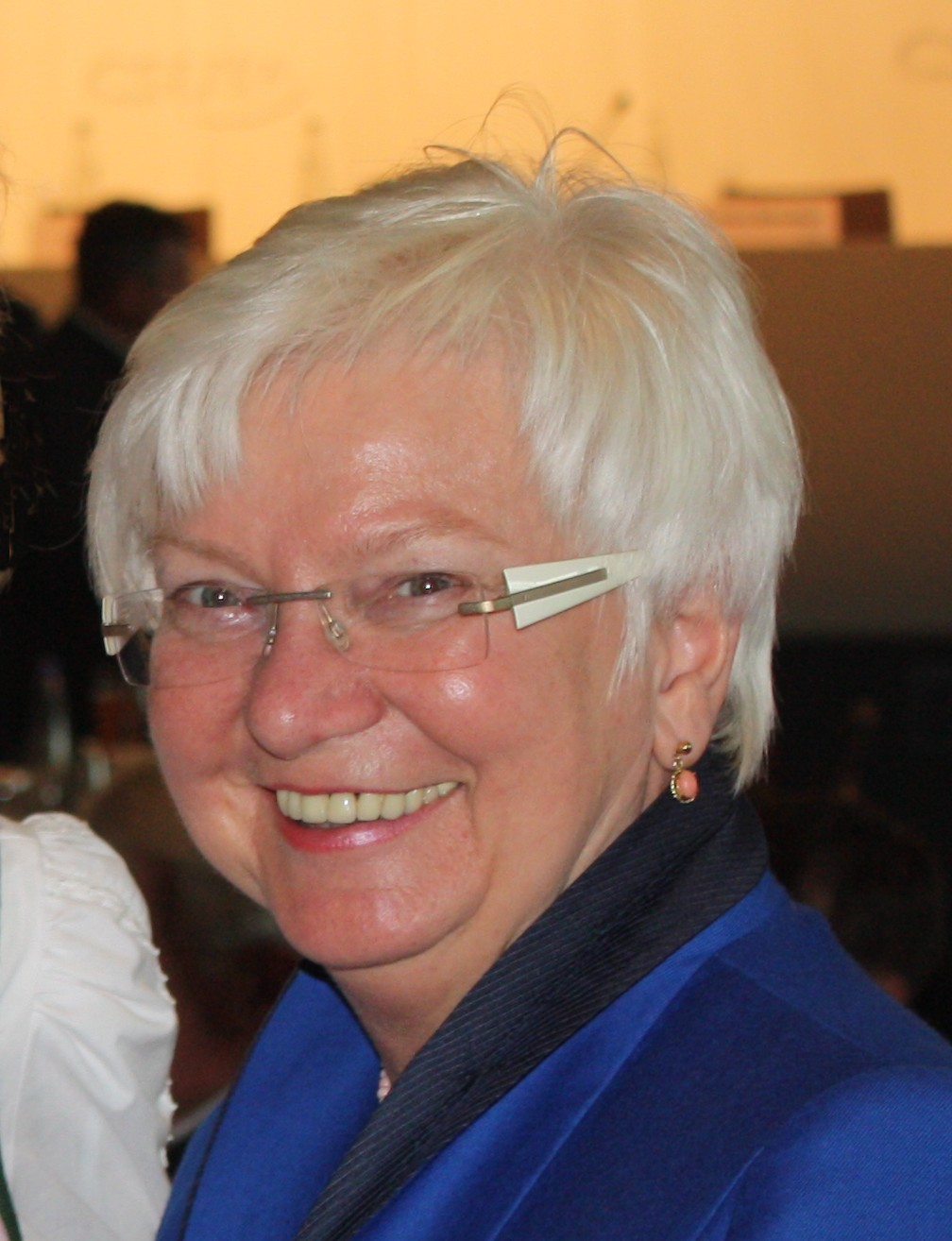
Gerda Hasselfeldt 2011 bis 2017
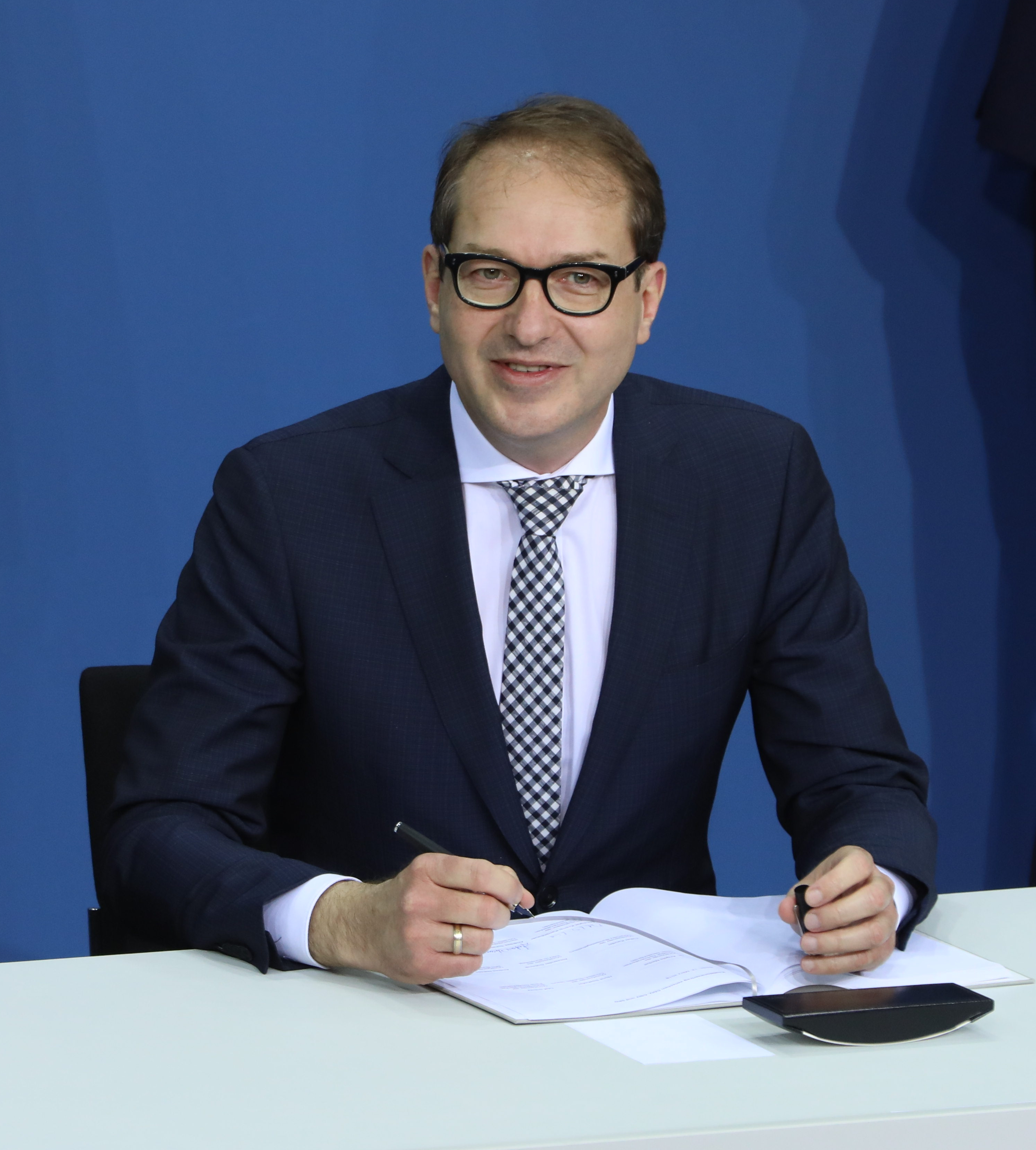
Alexander Dobrindt 2017 bis 2025
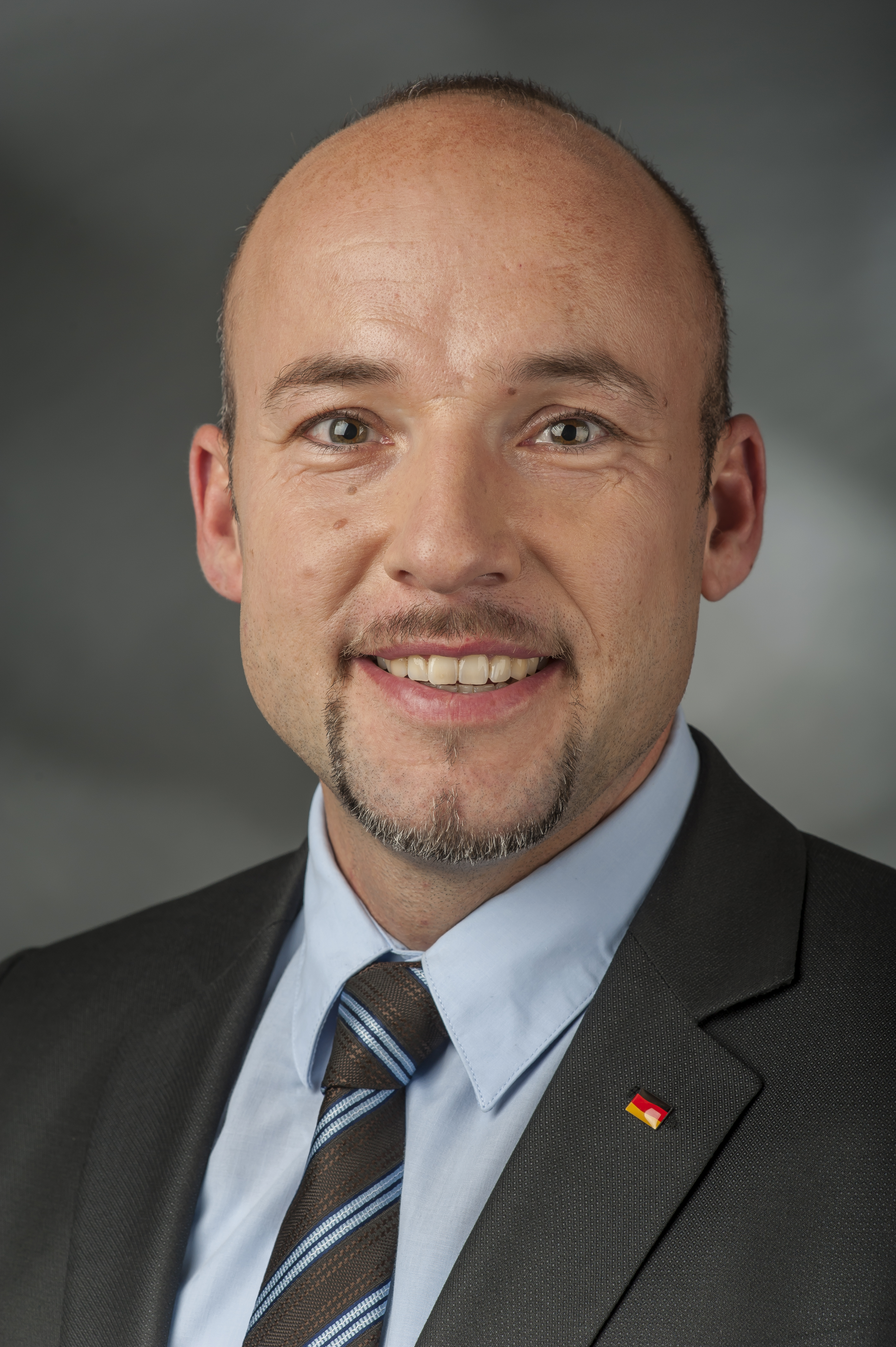
Alexander Hoffmann seit 2025

Außer Gerda Hasselfeldt und Richard Stücklen nach seiner zweiten Amtsperiode wechselten alle Vorsitzenden der CSU-Landesgruppe direkt aus ihrer Position in die Bundesregierung. Der Hintergrund für diese Wechsel war einerseits, dass die CSU-Landesgruppenvorsitzenden als herausgehobene Sprecher ihrer Partei deren Politik in einem Regierungsamt noch wirkungsvoller umsetzen sollten; andererseits, dass sie zwecks einer besseren Zusammenarbeit innerhalb der Bundesregierung (besonders im Verhältnis zwischen CDU und CSU) in die „Kabinettsdisziplin“ eingebunden werden sollten. Bundeskanzler Helmut Kohl (CDU) äußerte sich in diesem Sinne anlässlich der Berufung des CSU-Vorsitzenden und Landesgruppenvorsitzenden Theodor Waigel in die Bundesregierung am 15. April 1989 vor der Bundespressekonferenz in Bonn:
„Für die weitere Arbeit der Koalition und der Bundesregierung ist es sehr wichtig, daß der CSU-Vorsitzende Theo Waigel in das Bundeskabinett eintritt – und zwar in ein Ressort von herausragender Bedeutung. Ich habe ihm deshalb angeboten, das Amt des Bundesministers der Finanzen zu übernehmen. Theo Waigel hat das Angebot angenommen. Ich bin überzeugt, daß er dieses Amt in einer ausgezeichneten Weise wahrnehmen wird.“